# Bhuvan
Bhuvan est un service proposant d'explorer des contenus cartographiques, concurrent de Google Earth et de WikiMapia entre autres. Il a été développé par l'agence spatiale du gouvernement indien ISRO qui a lancé une version bêta de son outil web SIG le 12 août 2009. Ce service a permis au gouvernement indien d'héberger des données géospatiales publiques sous la forme de couches d'informations géolocalisées. À partir de données du gouvernement indien ou par production participative, Bhuvan a constitué des systèmes d'information SIG sur les péages pour l'Autorité nationale des autoroutes de l'Inde, sur les îles pour le MHA, sur les sites du patrimoine culturel pour le ministère de la culture, etc.
Bhuvan met à disposition des images satellitaires de l'Inde : le pays est couvert par des images de 2,5 mètres de résolution spatiale, tandis que 177 villes du pays disposent d'image de haute résolution de 1 mètre ,. L'Agence nationale de télédétection a joué un rôle important dans le développement de ce produit dont les données proviennent des satellites Resourcesat-1, Cartosat-1 et Cartosat-2. Les infrastructures militaires en Inde ne figurent pas sur les images disponibles, pour des raisons de sécurité .
Bhuvan permet également d'explorer des cartes de l'Inde, dans les quatre langues régionales, et sur des thématiques relatives aux catastrophes, à l'agriculture, aux ressources en eau, à la couverture terrestre et également des données satellites traitées de l'ISRO .

## Caractéristiques principales de Bhuvan
Caractéristiques principales de Bhuvan  :
- Explorer et visualiser en 2D et 3D des images de plusieurs résolutions spatiales, temporelles, et provenant de différents capteurs.
- Explorer et visualiser des données météorologiques (AWS), les frontières administratives, l'occupation des sols, les ressources en eau, les courbes de niveau, etc.
- Outils de mesure de distances et de surfaces, analyse des ombres
- Outils de dessin : objets en 2D ou 3D (aménagement urbain)
- Export de la vue 2D ou 3D